# Millettia caudata
Millettia caudata är en ärtväxtart som först beskrevs av George Bentham, och fick sitt nu gällande namn av John Gilbert Baker. Millettia caudata ingår i släktet Millettia och familjen ärtväxter. Inga underarter finns listade i Catalogue of Life.